# Георгий I Балшич
Георгий (Джурадж) I Балшич (серб. Ђурађ I Балшић; ум. 31 января 1379) — господарь Зеты в 1373—1379 годы, сын Балши I.

## Начало
В 1362 году вместе с братьями участвовал в убийстве Джураша Илича, правителя Верхней Зеты. После убийства вся Зета стала принадлежать Балшу. После смерти отца управлял Зетой вместе со своим братом Стратимиром.

## Поход против Карла Топиа
Балшичи в стремлении объединить все зетские земли столкнулись с албанскими правителями Блазом Маторуге и Карлом Топия. 
В 1363 году стремясь после смерти Воислава Войновича, правителя Хума, подчинить Котор, Балшичи столкнулись с альянсом Котора и албанских правителей. Георгий I возглавил военные действия против Топиа, но они были неудачными. Весной 1364 года Карл Топиа взял Георгия в плен, из которого тот вышел лишь в 1366 году, когда республика Дубровник добилась мира и обеспечила его освобождение. Наступление на Котор закончилось гибелью командира отряда Будвы — Павшко.

## Котор
Заключив мир с албанцами, Балшичи попытались закрепиться в Которе. Войсками должен был командовать новый каштелян Будвы — Никола Захария. Котор, осознавая нависшую перед ним угрозу, пытался создать антизетскую коалицию. Город обращался за помощью к Венецианской республике, папе, Урошу, Гоиславе (вдове князя Воислава Войниковича). Венецианская республика и папа пытались, оказав давление на Зету, заставить её правителей отказаться от Котора. Но Балшичи были непреклонны. Котор, чтобы защитится от агрессии Зеты, провозгласил в 1368 году своим протектором Николу Альтомановича, сильнейшего сербского князя. Это не помешало Балшичам, используя занятость Николы Альтамоновича, начать осаду Котора.
Венеция, считая, что эта осада ставит под удар венецианскую торговлю, добилась в 1369 году заключения мира между Котором и Зетой.

## Война против Николы Альтомановича
Котор во время осады в поисках поддержки признал сюзеренитет Венгрии. В ответ на это в 1370 году Никола Альтоманович напал на Котор и Дубровник, а также столкнулся с государством Балшичей.
Зета в ответ заключила союз с Вукашином. Но вторжение союзников в царство Альтомановича не произошло из-за появления в 1371 году в Македонии турок. Туда направились Вукашин и Углеша.
В битве на Марице они потерпели поражение и погибли. Эта турецкая победа позволила Балшичам расширить их владения. Георгий Балшич, как зять Вукашина, присоединил Призрен и Печ. В это же время благодаря заключенному браку с Коминой Болгарской младший брат Георгия Балша II стал правителем городов в южной Албании (Валоны, Канины, Берата и Химары).
В 1371 году, Георгий I принял участие в новой коалиции против Альтомановича. В военный союз (который окончательно оформился лишь в 1373 году) против Альтомановича вошли: боснийский бан Твртко I, князь Лазарь, князь Никола Горянский, их поддержали Дубровник и венгерский король Людовик I.
Альтоманович потерпел сокрушительное поражение, был схвачен в плен и ослеплен в Ужице. Союзники поспешили поделить его земли.

## Смерть
Георгий I, благодаря этой войне, получил Требине, Конавлю, Драчевице, и, возможно Слано. Но в 1377 году Твртко отобрал у Георгия Оногошт, Пиву и Брезницу (позже Плевля, Требине, Конавле и Драчевица и были отняты Твртко I).
В 1379 году Георгий I умер. Власть перешла к его брату Балше II. Этим решил воспользоваться Вук Бранкович. Он захватил у Балши II Призрен.

## Семья и дети
Георгий I был женат дважды:
1. на дочери Вукашина — три источника (FMG, сайт Марека, Шафров) называют её Оливера, а И. Я. Вацлик женой называет другую дочь Вукашина — Милицу Мрнявчевич. FMG пишет что брак был расторгнут около 1371/1372
2. брак ок. 1372/1375[1] на Феодоре, которую три источника (FMG, сайт Марека, И. Я. Вацлик) называют дочерью сербского деспота Деяна.

Имел несколько детей (согласно FMG Елизавета и Гоислава от первого брака, Евдокия и Константин у второго, в других источниках уточнения нет):
- Елизавета ( — 1443) жена Райко Монеты, правителя Скутари
- Гоислава ( — 1398), жена Радича Санковича, воеводы Захумья (правитель Невесинья, Попова Поля и Конавле)
- Евдокия ( — после 1409), жена Исаила Буондельмонти, деспота Янины
- Константин ( — 1402), правитель Круи. Муж 1) Елены, дочери Карла Топия, князя Албании 2) дочери Марко Барбариго, правителя Круи.
- Георгий (внебрачный)

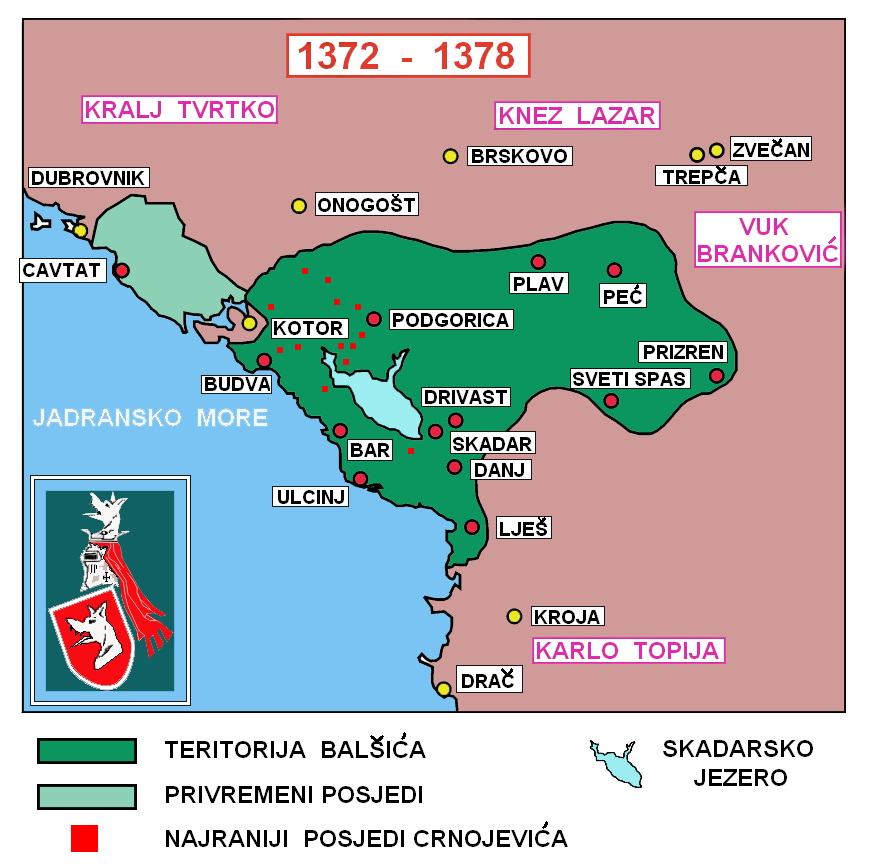
Владения Балшичей после смерти Балша I
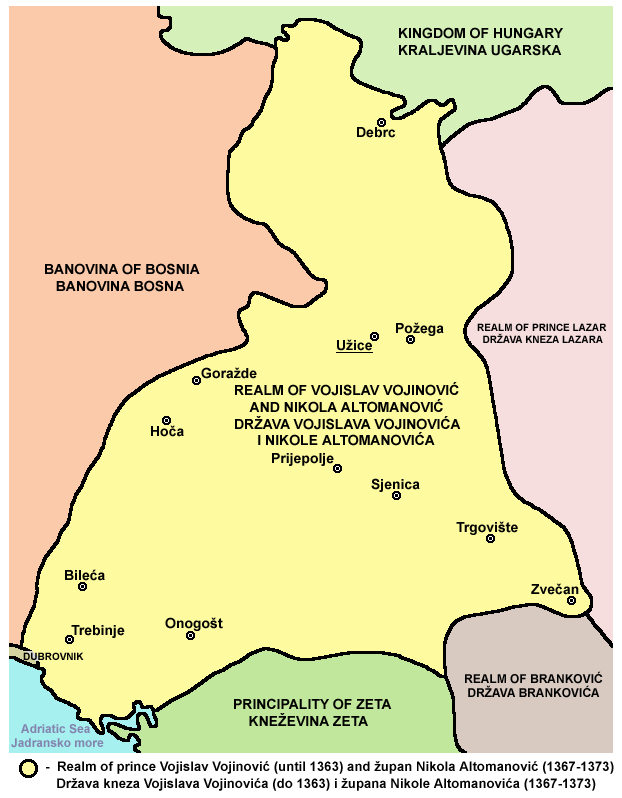
Владения Николы Альтомановича (1366-73).
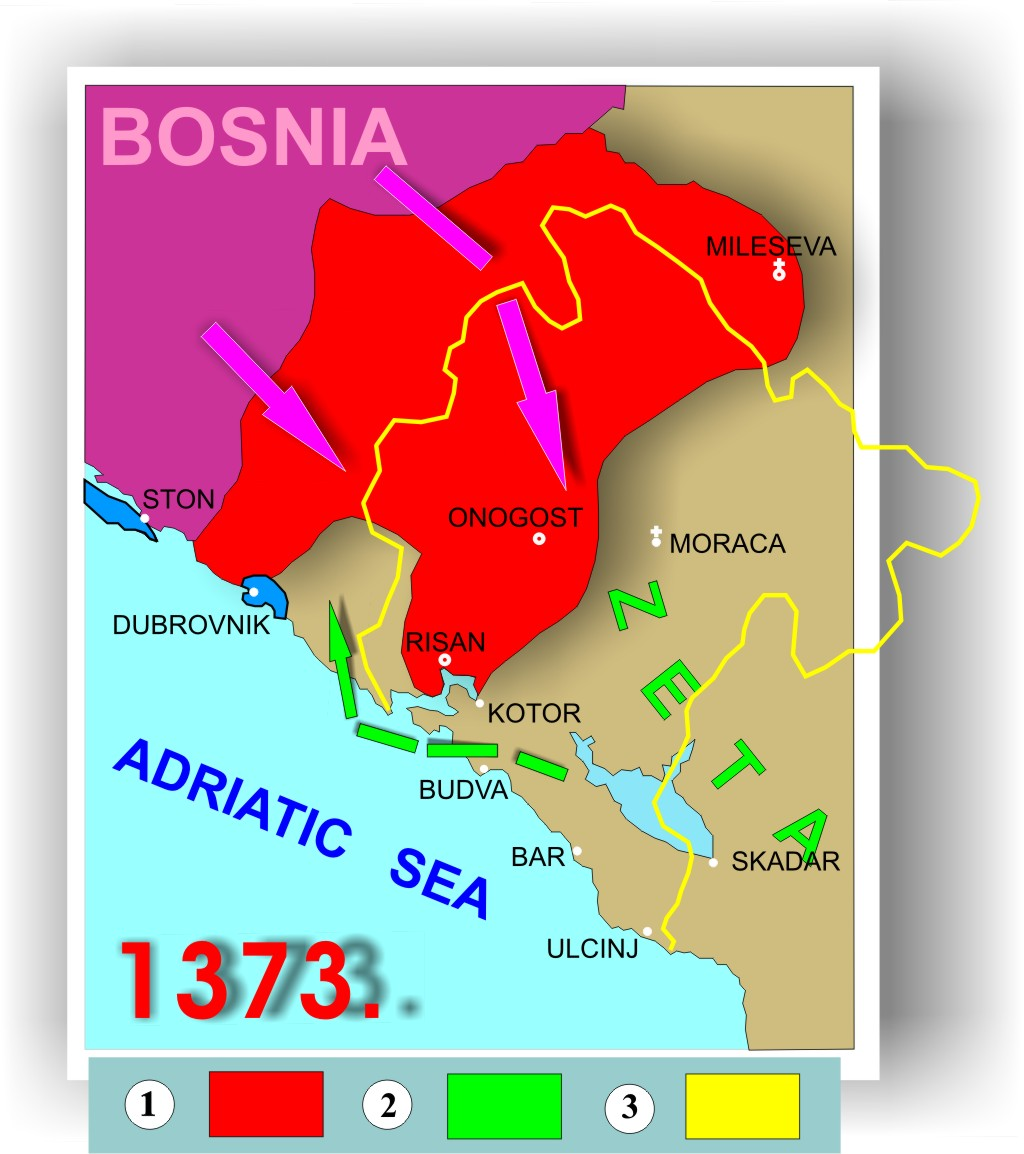
Раздел владений Альтомановича Боснией и Зетой
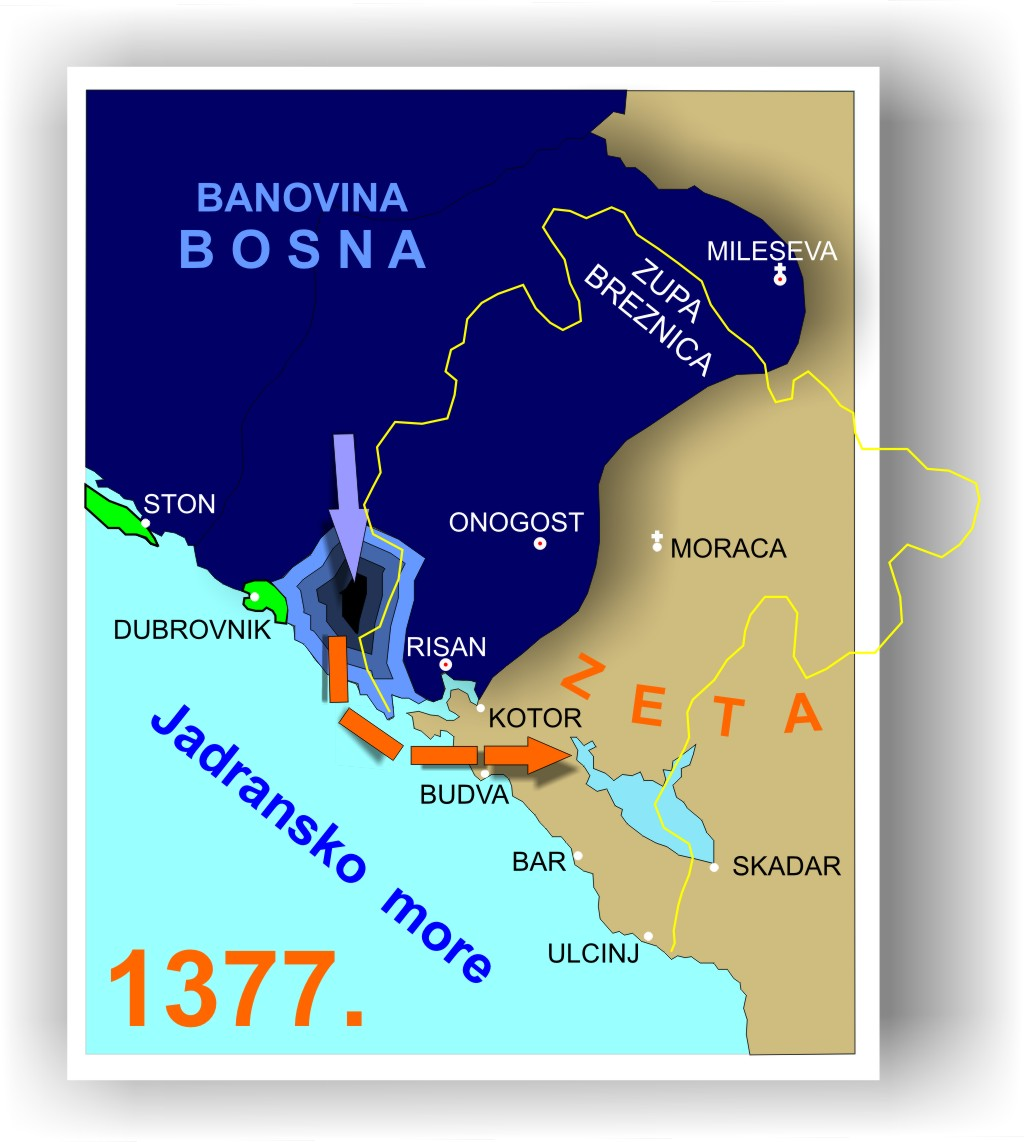
Земли отобранные Твртко I у Зеты
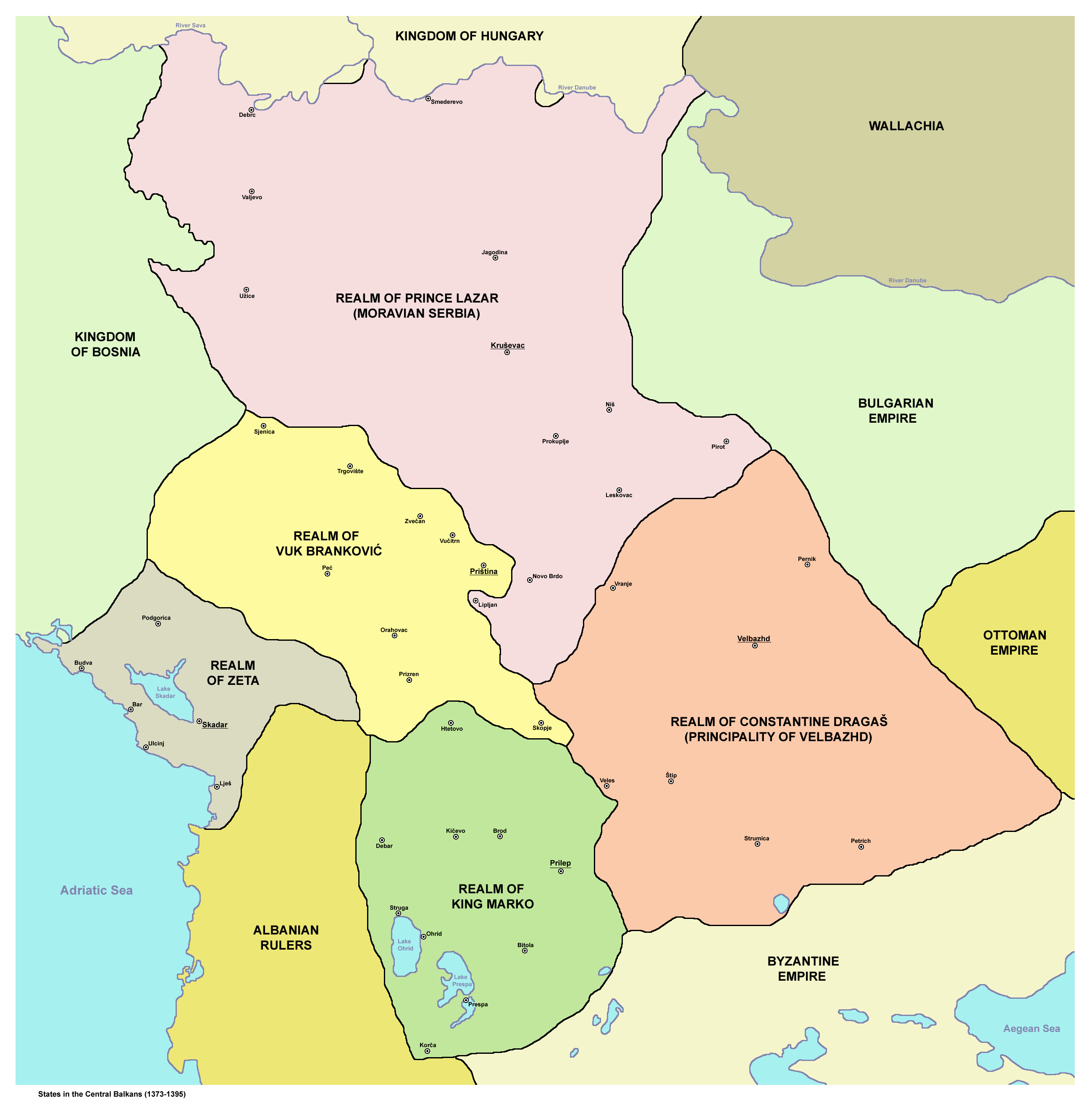
Владения Балшичей ок. 1395 года